# NHK World-Japan (頻道)
NHK WORLD-JAPAN（日语：NHKワールド JAPAN），旧称NHK WORLD或NHK WORLD TV，台湾方面称之为“NHK新聞資訊台”，是日本廣播协会（NHK）对日本國外广播业务（NHK日本国际传媒）所設的英语国际新闻频道。该频道主要向日本以外的国家播出，但日本国内观众也可以通过有线电视、IPTV和NHK网站收看该频道。

## 历史
1990年：在欧洲播放日本电视节目的JSTV开播，1991年，在北美播放TV Japan节目的电视台开播。两者均由NHK附属机构运营（均已重组）。两者的广播内容均以NHK为中心，但也播放商业节目。
1994年：修订《广播法》，将国际广播协会制度化。
1995年4月：NHK World作为国际广播协会成立。该地区是欧洲和北美。NHK成为委托广播公司。
1998年4月：开始向亚太地区广播。
2001年8月：由于使用的卫星发生变化，到达南部非洲地区，使得全世界都可以看到它。

### 转为英语广播（2006-2008）
自2006年1月起，总务大臣“通信广播委员会”和外务大臣咨询机构“海外交流协议会”3月的报告中都提倡加强国际广播。在此期间，新的国际新闻频道（RT、法兰西24、半岛电视台和中央电视台英语频道）开播，国家开始考虑加强国际广播作为公共关系的手段。除了扩大英语广播之外，还考虑与商业广播公司一起投资NHK的子公司。今后，NHK世界电视台将继续扩大英语广播能力。
2008年4月1日，日本国际广播是为了加强面向外国人的国际电视广播而成立的，受NHK委托，负责节目制作、管理进行销售业务。
随着2008年9月29日的后期节目重组，NHK World TV的英语播出率据称已达到100%。这里的“英文广播比例”是指纯英文广播的节目、双语广播的节目（全时段英文主音声、日文副音声）、英文字幕和新闻滚动条显示的节目（音频为日语）仅有的）。这次重组的主要特点是扩大了常规英语新闻《NHK NEWSLINE》的规模，但此时保留了《NHK7点新闻》等一些日语节目。

### 再开播（2009年 - ）
2009年2月2日 NHK World TV重新开播。开始前的倒计时将从日本标准时间8:00开始显示，主要广播将从日本标准时间9:00（协调世界时 0:00）开始。这将是100%自组织的英语节目，标志和频道设计已更改，节目将重组为与BS1类似的以新闻节目为中心的新节目。演播室也更新了高清设备。这使得始终按时播出成为可能，而不会受到国内节目编排变化的影响。
此后，作为一般规则，日本标准时间9:00（但是，播出节目时间表 = 5:00＜20:00 协调世界时间＞）是每日节目的开始时间。
定时新闻节目《NHK NEWSLINE》的制作和管理外包给日本国际广播。日本国际广播每周负责制作两个节目，只有这两个节目才能播放广告。
2009年12月，除常规标清播出外，开始高清播出（12月7日试播后，高清播出于12月14日开始），标清播出维持侧切4:3尺寸（国内部分播出节目在14:9尺寸或16:9信箱）。在开始高清播出的同时，NHK World TV的PAL标清播出和NHK World Premium（NTSC标清播出）的图像质量比以前显着提高。
从2010年3月起，日本商业广播联盟成员公司制作的高质量纪录片节目也将在NHK World TV播出。
2011年3月11日东北地方太平洋近海地震发生后，常规节目播出暂停，NEWSLINE播出时间延长，NHK综合频道自2009年重新开播以来首次同步播出（但音频为正在开展NEWSLINE录音等特别节目，不断提供地震相关信息。另外，在播出过程中，NHK World URL始终显示在屏幕的右上角。
2011年6月30日，由于广播法的修订，国际广播信托协会更名为国际卫星广播协会。受委托的广播公司NHK被视为卫星基本广播的认证基本广播公司。
2018年4月30日，旧NHK World TV已停止播出，并更名为新的NHK World-Japan，标志设计等也发生了变化。
据NHK称，截至2021年12月，全球160个国家的3.8亿家庭可以观看该频道。
在一些国家和地区，如果出现对该国不利的新闻，就会出现因审查制度而暂时封锁的情况，这种情况在中华人民共和国和俄罗斯等国家都曾发生过。
2024年5月23日，总务省专家小组公共广播工作组开始讨论在与海外发行平台运营商竞争的背景下引入商业信息（广告）播出。NHK表示，希望利用这笔资金与一家商业广播公司合作创建一个互联网分发平台，并增强其在海外传播内容的能力。

## 节目
NHK World-Japan节目以新闻资讯为主，每天24小時逢整點播出新聞節目《NHK NEWSLINE》，日本时间周一至周五19:00会同步播出NHK综合频道的《NHK7点新闻》，但只提供英语同声传译音轨。频道也会提供部分文化、音乐、饮食等节目。部分节目会在NHK BS1播出。另外，如果日本国内发生重大事件，NHK World-Japan会以英语同声传译的方式与NHK国内频道同步播出（如2016年熊本地震期间及2016年8月8日天皇明仁发表电视讲话）。该频道的网络直播版本会提供英文隐藏字幕。
香港電訊盈科旗下免費英語電視頻道ViuTVsix會在逢周一至周五下午1:00-1:30轉播NHK World-Japan的節目《NHK Newsline》，以瀰補英語節目不足的情況。